# Junkers Ju 88
Junkers Ju 88 — дводвигунний, багатоцільовий літак Люфтваффе часів Другої світової війни. Літак був розроблений компанією Гуґо Юнкерса в середині 1930-х років, в рамках проекту по розробці «швидкого бомбардувальника» (нім. Schnellbomber), і повинен був стати швидшим за будь-який винищувач того періоду, літак мав ряд технічних проблем на пізньому етапі розвитку, але це не завадило йому стати одним з найбільш універсальних бойових літаків війни.
Пілоти ласкаво прозвали Ju 88 «покоївкою на всі руки» (нім. Mädchen für Alles), і літак справді справлявся з будь-якою роллю. Як і ряд інших бомбардувальників Люфтваффе він успішно використовувався як бомбардувальник, пікіруючий бомбардувальник, торпедоносець, літак повітряної розвідки, важкий винищувач, і навіть як літаюча бомба.

## Історія створення

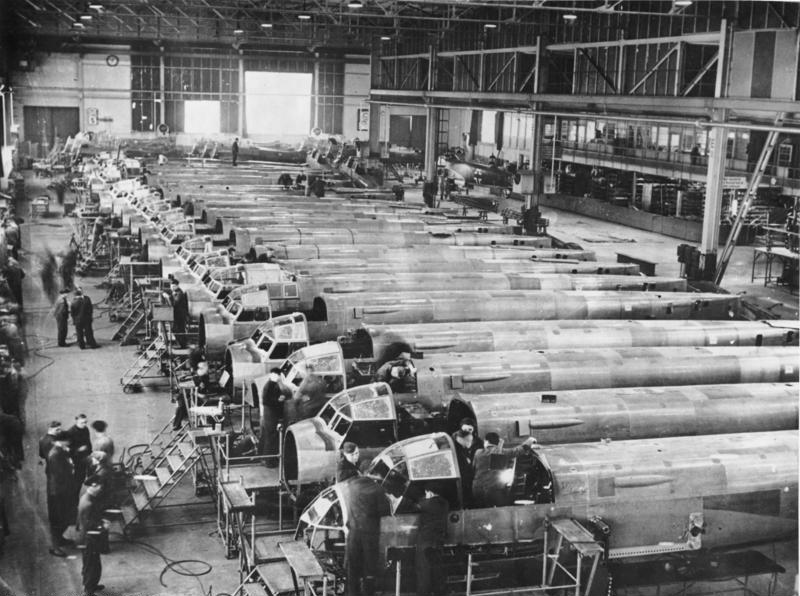
Виробництво Ju 88

В 1935 році Імперське міністерство авіації сформулювало вимоги до нового швидкісного бомбардувальника (нім. Schnellbomber), який мав розвивати швидкість 500 км/год, що було значно більше за тогочасні винищувачі. Також вимагалось досягти високих злітно-посадкових і льотних характеристик, проте вимоги до озброєння були не значними: стандартне бомбове навантаження мало складати всього 500 кг, а захисне озброєння — один 7,92 мм кулемет.
В конкурсі взяли участь три фірми, а переможцем було визнано літак фірми Junkers — Ju 88, проектування якого велось під керівництвом Ернста Цінделя і Вільгельма Еверса. В травні 136 року був підписаний контракт на побудову трьох прототипів, а вже 21 грудня 1936 перший з них піднявся в повітря. Новий літак був суцільнометалевим двомоторним низькопланом з шасі, що прибиралось.
Перший прототип був оснащений 12-ти циліндровими двигунами водяного охолодження DB-600Aa потужністю 1000 к.с. Другий прототип з цими двигунами було протестовано в квітні 1937 року, але результати тестів були незадовільними — максимальна швидкість склала тільки 465 км/год. Третій прототип було оснащено потужнішими двигунами Jumo 211A (1100 к.с.) і на випробуваннях 13 вересня 1937 року він досяг максимальної швидкості в 520 км/год.
Четвертий прототип конструювався з врахуванням вимоги забезпечити бомбометання з піке. Для цього на літак було встановлено повітряні гальма і автоматизовані механізми для полегшення виходу з піке. Окрім цього було перероблено носову частину збільшивши огляд, а також додано підфюзеляжну гондолу з кулеметом направленим назад. Саме в такій конфігурації літак було прийнято на озброєння і видано замовлення на серійне виробництво. Люфтваффе планувало до 1942 року замінити всі наявні типи бомбардувальників: Ju 86, Do 17 і He 111, тому виробництво мало порівняно високий пріоритет. Загалом до закінчення війни було виготовлено близько 15 000 літаків, з них 9300 бомбардувальників, 1900 розвідників і 3700 важких винищувачів.

## Основні модифікації

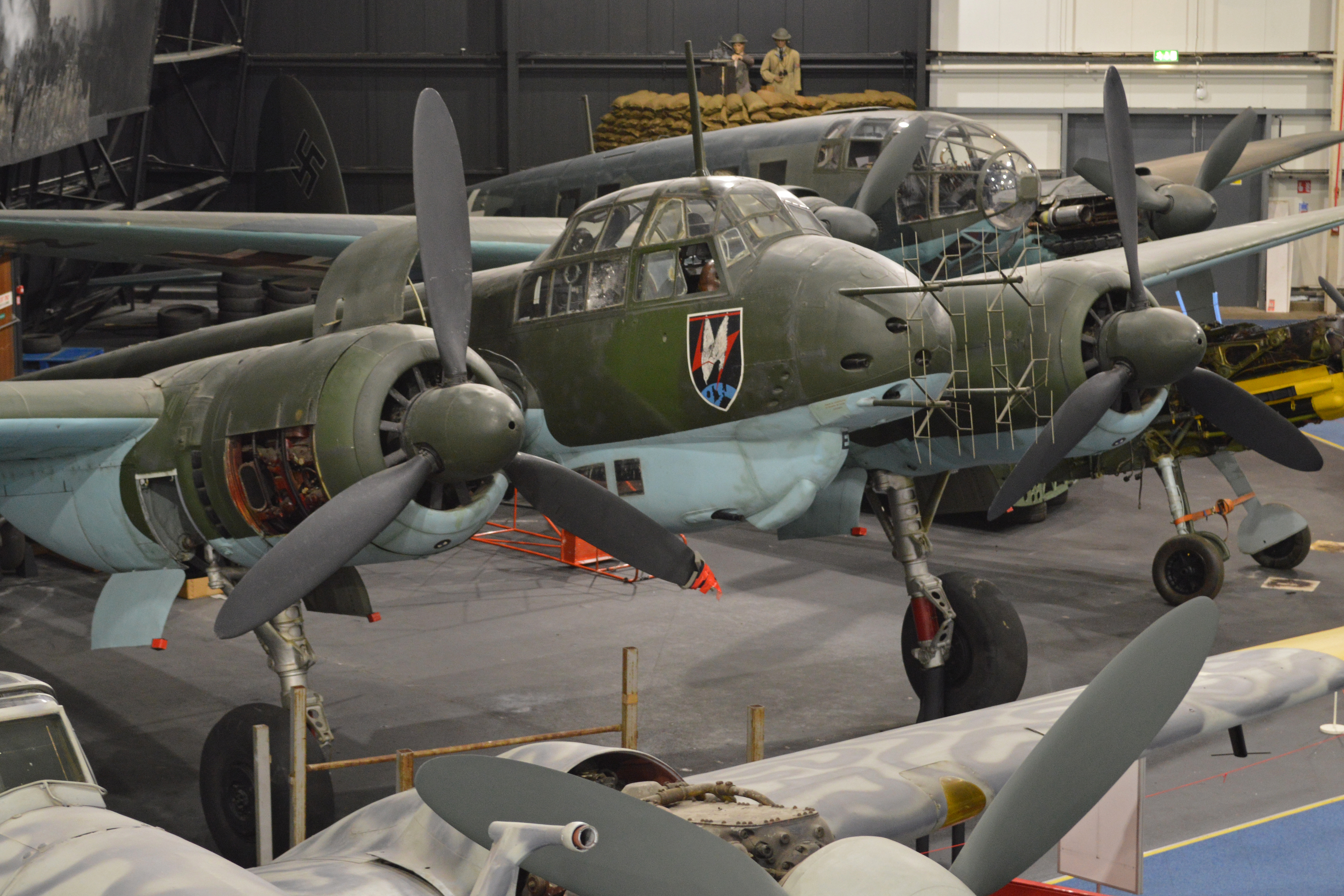
Важкий винищувач Ju 88R-1 в Лондонському музеї авіації.

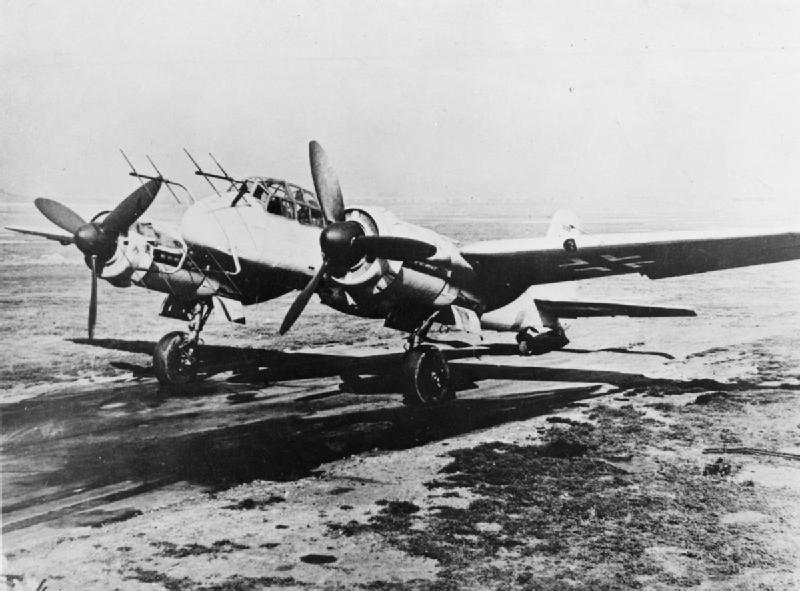
Важкий винищувач Ju 88G-6 з радаром.

- Ju 88A — перша і наймасовіша модифікація бомбардувальника, випускалась в багатьох варіантах:
  - Ju 88A-0 — передсерійна партія літаків з двигунами Jumo 211B-1 потужністю 1200 к.с. Захисне озброєння складалось з трьох 7,92 мм кулеметів MG 15 (в передній частині кабіни, в кабіні стрільця і в підфюзеляжній гондолі). (10 екз.)
  - Ju 88A-1 — змінено тип гвинтів, на останніх літаках також замінено двигун на Jumo 211G-1. В процесі виробництва також додано дві бічні кулеметні установки (один кулемет міг бути встановлений в одній з них), а також ще одну носову яка обстрілювала нижній сектор. Максимальна маса бомбового навантаження — 2400 кг (28 × 50 кг бомб в бомбовому відсіку і ще 4 × 250 кг бомби на зовнішніх підвісах). (1385 екз.)
  - Ju 88A-2 — перероблені Ju 88A-1 з двигунами Jumo 211G-1 і можливістю використання стартових ракетних прискорювачів.
  - Ju 88A-3 — навчальний варіант з подвійним керуванням без озброєння. (перероблені Ju 88A-1)
  - Ju 88A-4 — оснащувався двигунами Jumo 211F-1 (1340 к.с.), або Jumo 211J-1 (1400 к.с.). Посилено бронювання, максимальна маса бомбового навантаження зросла до 3600 кг. В процесі виробництва захисне озброєння часто мінялось, в початковому варіанті це були 5 7,92 мм кулеметів MG 81J (2 в носі, 2 в верхній установці і 1 переносний для стрільби з боків) і спарений кулемет MG 81Z в підфюзеляжній гондолі. Пізніше 7,92 мм кулемети замінялись на 13,2 мм кулемети MG 131: спочатку в гондолі, потів в кабіні стрільця. Наймасовіший варіант бомбардувальника. (5501 екз.)
  - Ju 88A-5 — збільшено розмах крила, а також додано ще два зовнішні бомбові підвіси. Встановлювались двигуни Jumo 211B-1/H-1/G-1. З 1941 року також посилено бронювання кабіни. (1628 екз.)
  - Ju 88A-6 — додано механізм перерізання тросів аеростатів загородження (253 екз.)
  - Ju 88A-7 — навчальний варіант з подвійним керуванням без озброєння. (283 Ju 88A-5 були перероблені в цей варіант)
  - Ju 88A-10 — тропічний варіант Ju 88A-5. (40 екз.)
  - Ju 88A-12 — навчальний варіант з подвійним керуванням без озброєння. (317 Ju 88A-4 були перероблені в цей варіант)
  - Ju 88A-13 — варіант штурмовика з 20 мм курсовою гарматою MG FF, і можливістю підвісити до чотирьох контейнерів WB 81 з шістьма кулеметами MG 81 в кожному. Повітряні гальма і автомат виведення літака з піке знімались. (перероблялись з 'Ju 88A-4)
  - Ju 88A-14 -варіант Ju 88A-4 з механізмом перерізання тросів аеростатів загородження. (743 екз.)
  - Ju 88A-16 — навчальний варіант з подвійним керуванням без озброєння. (62 Ju 88A-14 були перероблені в цей варіант)
  - Ju 88A-17 — варіант торпедоносця без підфюзеляжної гондоли. Екіпаж зменшено до 3 осіб. (364 Ju 88A-4 були перероблені в цей варіант)
- Ju 88B — експериментальний варіант розвідника з переробленою носовою частиною. (10 екз.)
- Ju 88C — варіант важкого винищувача, що виготовлявся через модифікацію наявних літаків.
  - Ju 88C-1 — перероблені Ju 88A-1 (20 перероблено)
  - Ju 88C-2 — перероблені Ju 88A-5 (20 перероблено)
  - Ju 88C-4 — перероблені Ju 88A-5 (60 перероблено)
- Ju 88D — розвідник на базі Ju 88A. Прибрано повітряні гальма, автомат виводу літака з піке і бомбові підвіси. В бомбовому відсіку встановлено додатковий паливний бак і камери аерофотозйомки. (1450 екз.)
- Ju 88R — варіант важкого винищувача.
- Ju 88G — варіант важкого винищувача.
- Ju 88H — розвідник з двигунами BMW 801D, збільшеним фюзеляжем і запасом палива. (15 екз.)
- Ju 88P — штурмовик на базі Ju 88A.
  - Ju 88P-1 — оснащувався 75 мм гарматою BK 7,5
  - Ju 88P-2 — оснащувався двома 37 мм гарматами BK 3,7
  - Ju 88P-3 — Ju 88P-2 з посиленим бронюванням.
  - Ju 88P-4 — оснащувався 50 мм гарматою BK 5
- Ju 88S — варіант бомбардувальника з покращеною аеродинамікою. Захисне озброєння зменшено до одного кулемета MG 131 в кабіні стрільця.
  - Ju 88S-1 — оснащувався двигунами BMW 801D-2 потужністю 1730 к.с. і системою форсажу GM 1 (50-70 екз.)
  - Ju 88S-2 — оснащувався двигунами BMW 801С-1. (16 екз.)
  - Ju 88S-2 — оснащувався двигунами Jumo 213 з системою форсажу GM 1 (70 екз.)
- Ju 88T — розвідник на базі Ju 88S.

## Тактико-технічні характеристики

Ju 88A-4

|                       |                             | Ju 88A-1        | Ju 88A-4        | Ju 88S-1       | Ju 88P-4        |
| --------------------- | --------------------------- | --------------- | --------------- | -------------- | --------------- |
| Довжина               | Довжина                     | 14,35 м         | 14,85 м         | 14,9 м         | 14,85 м         |
| Висота                | Висота                      | 5,3 м           | 5,07 м          | 4,8 м          | 5,07 м          |
| Розмах крил           | Розмах крил                 | 18,25 м         | 20,08 м         | 18,25 м        | 20,08 м         |
| Площа крил            | Площа крил                  | 52,5 м²         | 54,7 м²         | 52,5 м²        | 54,7 м²         |
| Маса                  | пустого                     | 7700 кг         | 9860 кг         | 8290 кг        |                 |
| Маса                  | спорядженого                | 8958 кг         | 12 105 кг       |                | 11 400 кг       |
| Маса                  | максимальна злітна          | 10 360 кг       | 14 000 кг       | 13 800 кг      |                 |
| Двигуни               | Двигуни                     | 2 × Jumo 211B-1 | 2 × Jumo 211J-1 | 2 × BMW 801D-2 | 2 × Jumo 211B-1 |
| Потужність            | Потужність                  | 2 × 1200 к. с.  | 2 × 1400 к. с.  | 2 × 1730 к. с. | 2 × 1200 к. с.  |
| Максимальна швидкість | Максимальна швидкість       | 450 км/год      | 470 км/год      | 545 км/год     | 390 км/год      |
| Дальність             | звичайна                    | 990 км          | 1780 км         |                |                 |
| Дальність             | з додатковим паливним баком | 1690 км         | 2710 км         |                | 2000 км         |
| Стеля                 | Стеля                       | 9800 м          | 8200 м          | 10 370 м       | 8000 м          |

## Історія використання

### Люфтваффе

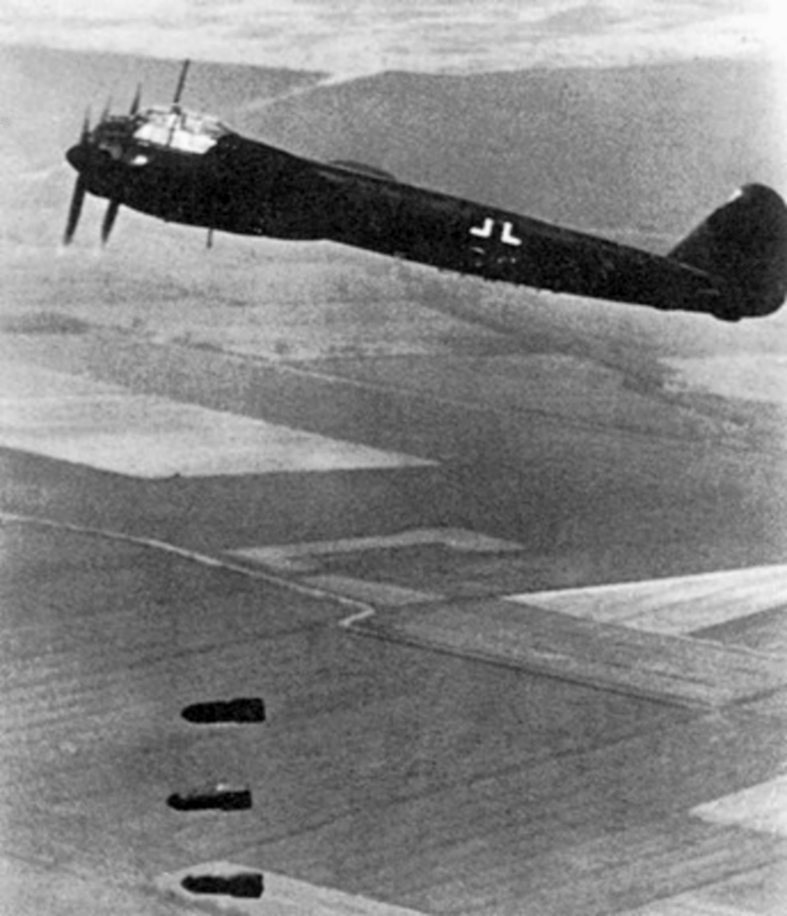
Ju 88A скидає бомби над Британією. 1940 рік.

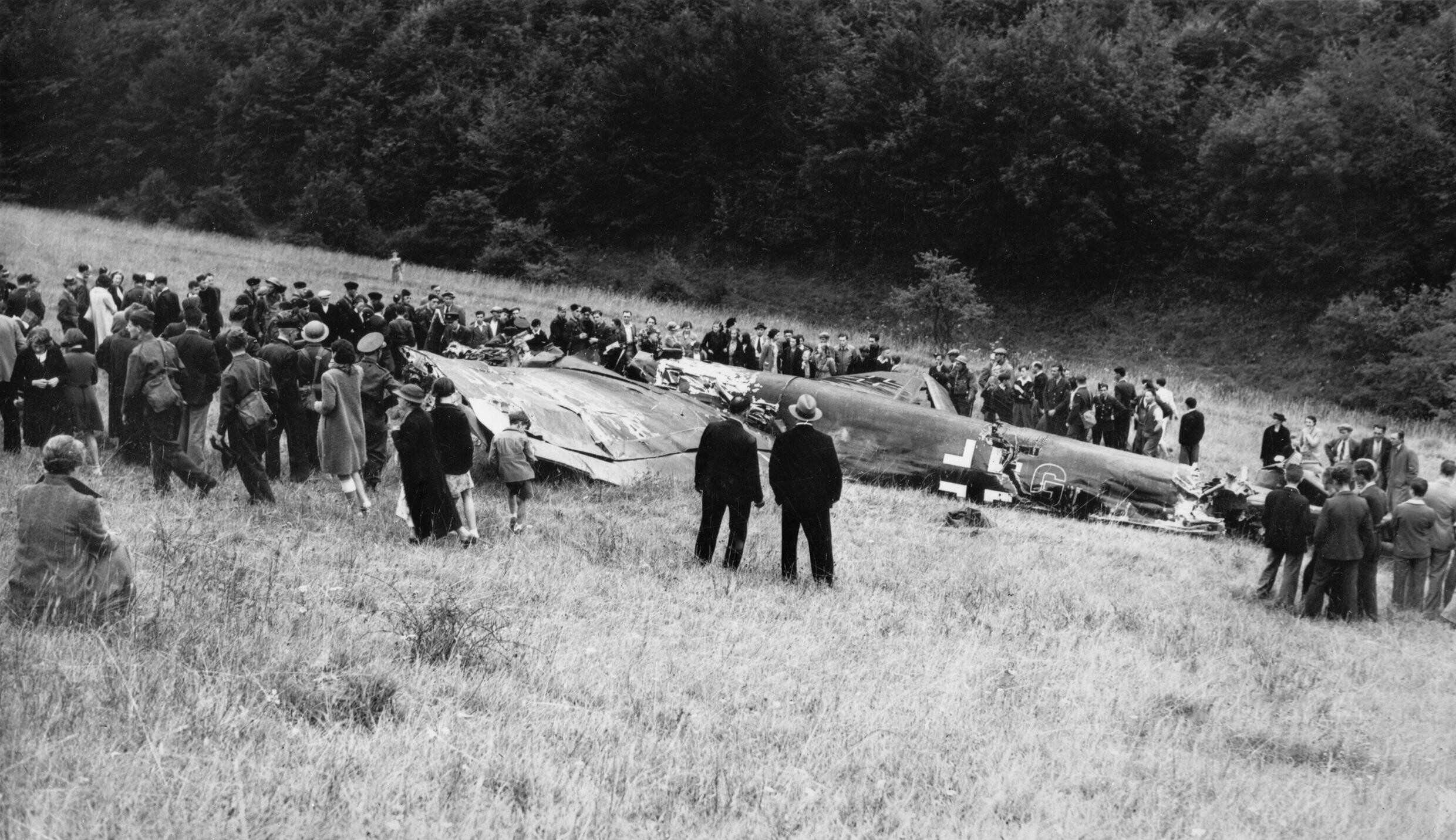
Збитий Ju 88A ескадри KG 51. Битва за Британію. 25 липня 1940 року.

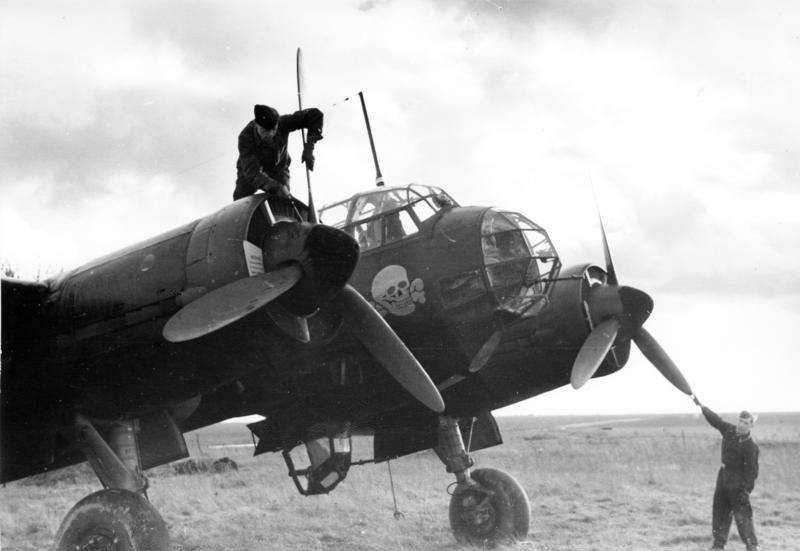
Ju 88 ескадри KG 54 готується до вильоту. Листопад 1940 року.

До вересня 1939 року на озброєння Люфтваффе надійшло декілька десятків Ju 88, якими навіть встигли повністю укомплектувати один авіагрупи I/KG 30, але в польській кампанії він участі не брав. Перший бойовий виліт відбувся 26 вересня проти англійських кораблів в Північному морі. Тоді чотири Ju 88A змогли попасти однією бомбою в крейсер «Худ», але вона не вибухнула. 16-17 жовтня Ju 88 здійснили наліт на британські бази в Скапа-Флоу і Ферт-оф-Форт.
До 1940 року Люфтваффе вже повністю укомплектувало ескадру KG 30 (3 авіагрупи, 84 Ju 88A) і вона брала активну участь в операції «Везерюбунг». 10 квітня 1940 року Ju 88A разом з He 111 завдали удару по британському флоту біля Бергена, потопивши один есмінець і пошкодивши три крейсера. Наприкінці квітня ескадру
перевели в Норвегію.
До наступу на Францію, Люфтваффе встигло переозброїти ще дві авіагрупи ескадри KG 51, і одну авіагрупу інструкторської ескадри LG 1. Загалом до бойових вильотів було залучено 130 Ju 88, які в основному залучались до бомбардувань залізничних вузлів в французькому тилу, а також по кораблях союзників. 17 червня Ju 88 ескадри KG 30 потопили транспортний корабель «Ланкастрію» на якій перебувало від 4000 до 9000 британських воєнних і громадян, більшість з яких загинула. Під час боїв в Франції втрати Ju 88 були порівняно високі, і частину загонів було відведено в Німеччину на переформування.
Під час битви за Британію Ju 88 почали використовуватись масовано. Ju 88 стояли на озброєнні в трьох бомбардувальних ескадрах (KG 30, KG 51 і KG 54), і в одній навчальній (LG 1), а також в окремій авіагрупі KGr 806 яка мала знищувати морські цілі. До бойових дій було залучено 533 Ju 88, включно з розвідувальними варіантами, які входили в чотири авіазагони. Не зважаючи на швидкість Ju 88 зазнавали великих втрат, зокрема 12 серпня 1940 року близько 100 Ju 88 ескадри KG 51 здійснили наліт на корабельні і радари в Портсмуті. В результаті було втрачено 13 літаків, майже всі інші мали пошкодження. В цей ж день 50 Ju 88 ескадри KG 30 здійснили наліт на аеродром Дріффілд (Йоркшир) де було втрачено ще 7 літаків. Загалом з 8 по 23 серпня на аеродроми не повернулось 105 Ju 88, що заставило Люфтваффе зменшити масштаби бомбардувань і перейти до нічних польотів. Але переозброєння тривало і до 1941 року на Ju 88 літали 21 авіагрупа Люфтваффе (567 літаків, щоправда тільки 260 повністю боєздатних).

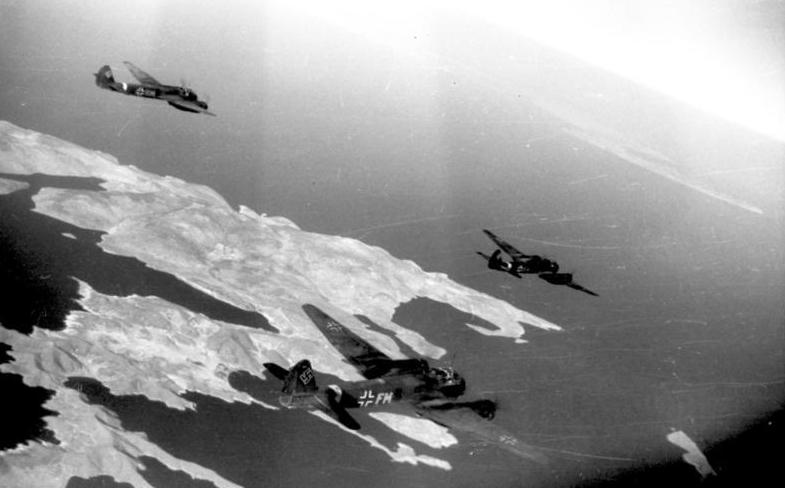
Три Ju 88 над Критом.

З січня 1941 року Ju 88 почали використовуватись і над Середземним морем, зокрема в операціях проти Мальти брали участь групи I/LG 1, II/LG 1 і III/KG 30. В операції «Маріта» по захопленню Греції брало участь 5 авіазагонів, які завдавали ударів по містах, зокрема 6 квітня 1941 року бомбили Белград. В травні Ju 88 були відкликані від бомбардувань Мальти для участі в операції «Меркурій» по захоплення Криту. Втрати на цьому фронті були невеликими через слабкий опір противника.
Перед початком операції «Барбаросса» німецьке командування зосередило на східному кордоні більшість загонів з Ju 88 (16 авіагруп і 1 авіазагін). Загалом було виділено 471 Ju 88, близько половини всіх бомбардувальників задіяних в операції. Групу армій «Північ» прикривав 1-й повітряний флот з вісьмома групами Ju 88, групу армій «Центр» — 2-й повітряний флот з двома групами Ju 88, групу армій «Південь» — 4-й повітряний флот з 5-тьма групами. Ще одна авіагрупа KGr 806 прямо підпорядковувалась авіаційному командуванню, і в 5-му повітряному флоті в Норвегії був авіазагін 6./KG 30 оснащений Ju 88. Після початку операції з Франції в Норвегію було перекинуто цілу групу II/KG 30.
В перші дні війни з СРСР Ju 88 в основному завдавали ударів по аеродромах з використанням малих 2 кг осколкових бомб. При цьому втрати були доволі високі — в перший день було втрачено 33 літаки. Надалі Ju 88 перевели на підтримку військ, при цьому стандартними бомбами стали 50 і 250 кілограмові, хоча деколи використовувались і більші: 28 червня 1941 року Ju 88 бомбили Брестську фортецю 1800 кілограмовими бомбами. З 22 липня почались бомбардувальні нальоти на Москву, але для них здебільшого використовувались He 111, хоча Ju 88A-6 з механізмом прориву аеростатних загороджень відіграли свою роль. До жовтня 1941 року авіагрупи з Ju 88 втратили більшість літаків і їх почали виводити на переформування. 2-ий повітряний корпус, в який входило 5 авіагруп, було переведено в Лівію для підтримки військ, а після стабілізації ситуації перевели в Італію для подальших бомбардувань Мальти. Ті Ju 88 що залишились на східному фронті почали діяти як загони швидкого реагування завдаючи ударів по найпроблемніших ділянках фронту.
В 1942 Східний фронт все ще залишався основним районом бойових дій для Ju 88. 2-й корпус розміщувався в Африці, ще дві авіагрупи KGr 106 і KGr 506 діяли над Атлантикою, а всі інші або були на східному фронті, або переозброювались в Німеччині. До весни 1942 більшість з останніх повернулась до активної служби. 4-й повітряний флот діяв в Криму, підтримував війська біля Харкова. В Євпаторії розміщувалась група III/LG 1, яка діяла проти морських цілей на Чорному морі. В Норвегії ескадра KG 30 завдавала ударів по морських конвоях союзників. З серпня основним районом дій став Сталінград, але до кінця року більшість авіагруп довелось вивести для переформування і підтримки військ на Середземномор'ї, тому в найбільш активних боях під Сталінградом брали участь тільки дві авіагрупи Ju 88.
До початку боїв на Курській дузі, Люфтваффе змогло повністю укомплектувати 5 авіагруп Ju 88, які разом з Ju 87 здійснювали безпосередню підтримку наземних військ. Також в цих боях було вперше застосовано штурмову модифікацію Ju 88P, але перший досвід був невдалим — вони виявились надто вразливими, і надалі застосовувались дуже обмежено. Наступним великим боєм для Ju 88 став радянський прорив на річці Міус.
В Італії в 1943—1944 році діяли ескадри KG 1 і LG 1: KG 1 довелось розформувати літом 1944, а LG 1 було перекинуто в Францію для протидії висадці союзників. В 1944 році виробництво бомбардувальних Ju 88 вже не могло покрити втрати, і до кінця на східному фронті повністю боєздатним був тільки загін 14./KG 3. Ще двома ескадрами з Ju 88, які діяли до кінця війни були KG 26 розміщена в Норвегії і KG 66, остання при цьому використовувала Ju 88 як літак-бомбу.

### Інші країни

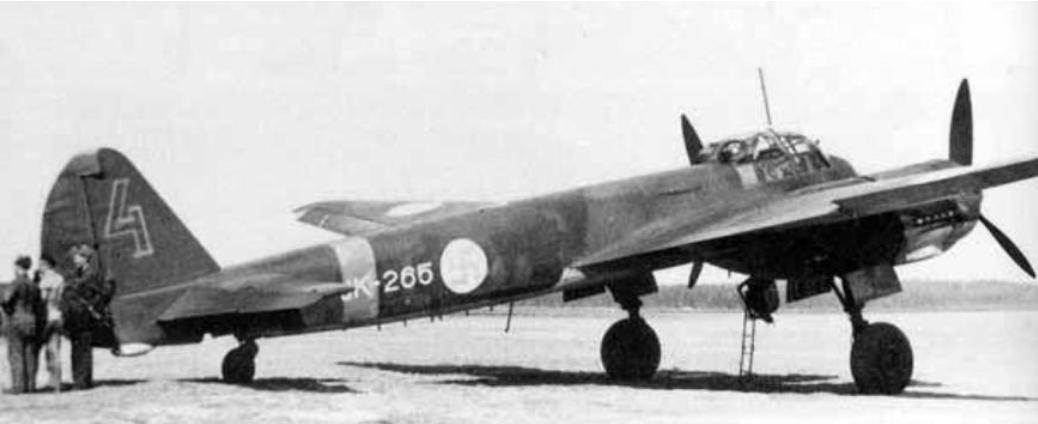
Ju 88A-4 ВПС Фінляндії

Угорські ВПС з кінця 1942 року отримали близько ста Ju 88A/D. Ними була озброєна 102-а бомбардувальна ескадрилья, яка брала участь в битві на Курській дузі, а потім над територією України. Бойові вильоти угорських Ju 88 проводились аж до червня 1944 року.
Весною 1943 року перші 25 Ju 88A-4 були передані Румунії, пізніше було передано ще 55 Ju 88A-4 і 20 Ju 88D-1. 6-та бомбардувальна авіагрупа стала першою, яка оснащувалась цими літаками, і з червня 1943 року діяла над Азовським морем, але восени її довелось повернути на доукомплектування. 5-та бомбардувальна авіагрупа брала участь в затримці прориву радянських військ на Донбасі. Розвідники Ju 88D-1 були передані 2-ій розвідувальній ескадрильї. Після переходу Румунії на сторону союзників Ju 88 використовувались проти вермахту. Останні бойові вильоти румунські Ju 88 здійснили 10-12 травня проти залишків РОА.
Весною 1943 року 24 Ju 88A-4 надійшли Фінляндії, яка укомплектувала ними групу PLelv 44. Вона брала участь в боях над балтійським морем, а після початку радянського наступу підтримувала фінські війська в Карелії. Після підписання миру в вересні 1944 року здійснювала нальоти на німецькі війська.
ВПС Італії отримали 31 Ju 88A літом 1943 року, але після капітуляції були захоплені німецькими військами назад.
Підбиті над Атлантикою Ju 88 часто були вимушені сідати на території Іспанії, яка зазвичай інтернувала їх. Таким шляхом до закінчення війни Іспанія зібрала декілька десятків Ju 88 здебільшого розвідницьких модифікацій. Крім інтернованих літаків, Іспанія купила 28 Ju 88A-4 в грудні 1943 року. В складі Іспанських ВПС Ju 88 служили до 1957 року.
ВПС Франції в вересні 1944 року укомплектували групу GB 1/31 захопленими Ju 88 (22 літаки). До закінчення війни ця група діяла проти німецьких військ, і втратила тільки 6 літаків. Після закінчення війни частина літаків використовувалась як навчальні, ще 4-5 було переобладнано в торпедоносці і включено в склад морської авіації. Також деякі захоплені Ju 88 входили в склад групи GB 1/81 в Тунісі.
В 1940 році для випробувань три Ju 88A купив Радянський союз.

## Виноски
1. ↑  З включеною системою форсажу GM 1 - 605 км/год
2. ↑  З включеною системою форсажу GM 1 - 11 600 м